# 1954 (szám)
Az 1954 (római számmal: MCMLIV) az 1953 és 1955 között található természetes szám.

## A matematikában
A tízes számrendszerbeli 1954-es a kettes számrendszerben 11110100010, a nyolcas számrendszerben 3642, a tizenhatos számrendszerben 7A2 alakban írható fel.
Az 1954 páros szám, összetett szám, félprím. Kanonikus alakja 21 · 9771, normálalakban az 1,954 · 103 szorzattal írható fel. Négy osztója van a természetes számok halmazán, ezek növekvő sorrendben: 1, 2, 977 és 1954.
Az 1954 hat szám valódiosztóösszeg-függvényeként áll elő, ezek az 1856, 1952, 2216, 2702, 3014 és 3902.